# 34021 Suhanijain
34021 Suhanijain este o planetă minoră (asteroid), cu un diametru de 2,238 km, din centura de asteroizi. A fost descoperită pe 23 iulie 2000 la Experimental Test Site⁠(d) de Lincoln Near-Earth Asteroid Research. 
Obiectul prezintă o orbită caracterizată de o semiaxă mare de 2,2624301 UAi, o excentricitate de 0,01, o înclinație de 2,43355 ° în raport cu ecliptica.